# Partido Republicano (Francia)
El Partido Republicano (PR) fue un partido político francés de derecha, creado en 20 de mayo de 1977, sucesor de los Republicanos Independientes de Valéry Giscard d'Estaing. En 1997, formó un nuevo partido: Democracia Liberal.
- Datos: Q3366676